# 鈴木千絵里
鈴木 千絵里（すずき ちえり、1989年3月22日 - ）は、日本の元タレント、元グラビアアイドルである。千葉県出身。鈴宮杏里、鈴谷杏里の名でフリーモデルとして活動していた。ミスマガジン2007ベスト16。
2013年3月31日発売のDVD『Supreme Show2』の発売イベント（2013年4月13日）をもってグラビア卒業となった。その後タレント活動そのものは継続していたが、2015年5月末をもって芸能界を引退した。

## 人物
- 趣味は茶道、華道、演劇。
- 特技はプログラミング、漢検準2級、語彙力検定3級、円周率ダンス。

## 作品

### 映像作品
- ngel Kiss〜ちゅらちゅらちぇりー〜（2008年、トリコ） - JAN 4949726300499。
- アイドル密着計画〜手のひらで遊ばせて〜（2008年、グラマラスキャンディ） - JAN 4957141650044。
- CARA（2009年5月28日、デジワークス） - JAN 4571230692229。
- NO CHERRY NO LIFE（2010年7月16日、オルスタックピクチャーズ） - JAN 4562226090068。
- ちえりのきもち♪（2010年9月29日、オルスタックピクチャーズ） - JAN 4560372464634。
- Chieri Dolce（2011年7月31日、BNS） - JAN 4944763005161。
- Supreme Show（2012年10月31日、アクアハウス） - JAN 4580109402432。
- Supreme Show2（2013年3月31日、アクアハウス） - JAN 4580109402531。

## 出演

### テレビ番組
- 好TV 〜HAO TV〜（2006年、フジテレビ）
- オフ娘!（ジェイコム千葉）  - リポーター
- 狩野英孝★熱血アイドルアカデミー アキパラ嬢（2009年7月 - 8月、静岡第一テレビ・MXTVほか）
- アリケン（2009年12月5日・12日・2010年2月27日・3月6日、テレビ東京）
- よゐこ部（2010年6月8日、毎日放送）
- ドスペ2 芸人ガチンコ（秘）スクール（2011年2月12日、テレビ朝日）
- アイドルの穴2012 日テレジェニックを探せ!（2012年、日本テレビ） - 日テレジェニック2012候補生
- アメトーーク! 結婚したくてしたくてタマらない芸人（2013年6月20日、テレビ朝日）
- 殺しの女王蜂 第8話（2013年11月22日、テレビ東京） - じゅんじゅん 役
- ジモトピ府中・小金井・国分寺（ジェイコム東京） - リポーター

### CM
- 江崎グリコプリッツ･パクパク（小袋）篇（2008年）
- KONAMI･ニンテンドーDSソフト｢花より男子 -恋せよ女子（おとめ）!-｣（2008年）
- ｢NHK-BS20周年｣CM&ポスター（2009年）
- ｢BS20才、ドき・ドき!!｣TVスポットCM（2009年）

### 映画
- 妹の彼女（2008年）
- ほっぷすてっぷじゃんぷッ!（2009年） - 朝日村莢香 役

## 書籍

### 雑誌
- DOS/V POWER REPORT 鈴木千絵里の自作しようぜっ!!!（2008年10月号 - 2010年5月号、インプレスジャパン）